# 六氢-1,3,5-三嗪

三代六氢三嗪的结构

在化学中，六氢-1,3,5-三嗪是一类化学式为(CH2NR)3的杂环化合物。它们是1,3,5-三嗪的还原衍生物；1,3,5-三嗪是一组芳香杂环化合物，化学式为(CHN)3。它们经常称为三氮杂环己烷或者TACH，但这个缩略词也可以指顺,顺-1,3,5-三胺基环己烷。

## 制备
母体六氢-1,3,5-三嗪（(CH2NH)3）被发现是甲醛和氨的缩合里的中间体；这个反应会得出六亚甲基四胺。N-代衍生物比较稳定。这些N,N',N''-三代六氢-1,3,5-三嗪由对应的胺和甲醛缩合而成，如以下1,3,5-三甲基-1,3,5-三氮杂环己烷的合成途径所示：
3 CH2O  +  3 H2NMe   →   (CH2NMe)3  +  3 H2O
C-代衍生物由醛和氨反应而成：
3 RCHO  +  3 NH3   →   (RCHNH)3  +  3 H2O
这些化合物又称醛氨类，会与与水结晶。这些缩合反应会生产1-烷醇胺作为中间体。

黑索金，一种炸药，属于六氢-1,3,5-三嗪

## 有关化合物和衍生物
异氰酸酯的三聚体有时归类为2,4,6-三氧六氢-1,3,5-三嗪。它们的化学式是(RNC(O))3，基于三聚氰酸的异三聚氰（三酮）互变异构体制作。
N,N',N"-六氢-1,3,5-三嗪有三齿配体的用途，它们称作TACH（三氮杂环己烷）。离子包括由TACH配体和六羰基钼产生而来的Mo(CO)3[(CH2)3(NMe)3]。
六氢-1,3,5-三嗪聚合物也已得到合成。